# 11997 Фассел
11997 Фассел  (англ. 11997 Fassel) — астероїд головного поясу, відкритий 18 грудня 1995 року.
Тіссеранів параметр щодо Юпітера — 3,228.